# Voll auf die Nüsse
Voll auf die Nüsse (Originaltitel: Dodgeball: A True Underdog Story) ist eine US-amerikanische Filmkomödie aus dem Jahre 2004. Die Hauptdarsteller sind Vince Vaughn und Ben Stiller. Stiller ist auch Produzent des Sportfilmes über das Ballspiel Dodgeball, einer dem Völkerball ähnelnden Sportart.

## Handlung
Der Unsympath und Fitnessnarr White Goodman ist der Betreiber der erfolgreichen und modernen Fitness-Studio-Kette „Globogym“. Seinen liebenswerten Konkurrenten Peter La Fleur, Betreiber des eher gemütlichen Fitness-Studios „Average Joe’s“, plagen dagegen große Hypothekenschulden, da dieser, wie später erwähnt wird, seit Monaten keine Mitgliedsbeiträge abgerechnet hat. Auch die Mitglieder seines Studios gehören größtenteils zu den unglücklicheren Charakteren:
- Justin, ein Teenager, der das Mädchen seiner Träume in der Cheerleadinggruppe seiner Schule für sich gewinnen will
- Steve, der sich anzieht und spricht wie ein Pirat
- Gordon, ein intelligenter aber schüchterner Mann, der von seiner Ehefrau verachtet wird
- Owen, der z. T. wegen seines eigentümlichen Aussehens noch keine Beziehung hatte

Das Studio von La Fleur würde durch einen anberaumten Zwangsverkauf an Goodman übergehen. Die Mitglieder von „Average Joe’s“ kämpfen jedoch um ihr geliebtes Studio, wenn auch mit mäßigem Erfolg, etwa durch halbnacktes Autowaschen. Schließlich stoßen sie auf die Anzeige eines Dodgeball-Turniers, auf dessen Gewinn 50.000 $ ausgesetzt sind und mit dem der Verkauf verhindert werden könnte. Sie beschließen daher, an dem Turnier teilzunehmen, um mit dem Gewinn das Studio zu retten.
Auch hier versagt das Team von „Average Joe’s“ zunächst, und zwar in der Qualifikationsrunde gegen eine Mädchen-Pfadfindergruppe. Die glückliche Wende tritt ein, als bei einem der Mädchen drei verschiedene Anabolika sowie ein „leichtes Bullenberuhigungsmittel“ beim Dopingtest festgestellt und die Pfadfinderinnengruppe deshalb disqualifiziert wird, sodass das Team von La Fleur am Turnier teilnehmen darf. Des Weiteren wird Patches O’Houlihan, ein alter Dodgeballmeister, der jetzt auf einen Rollstuhl angewiesen ist, der neue Trainer von „Average Joe’s“. Er härtet die Jungs mit altbewährten (um nicht zu sagen archaischen) Methoden ab, zum Beispiel durch Würfe mit Schraubenschlüsseln („Wenn du einem Schraubenschlüssel ausweichen kannst, kannst du auch einem Ball ausweichen!“).
Als Goodman von der ganzen Sache Wind bekommt, gründet auch er eine Mannschaft mit dem Namen „Purpur Cobras“. Diese zusammengestellte Weltauswahl kommt durch Korruption in die Dodgeball-Meisterschaft. Die ehemalige Anwältin von White Goodman, Kate Veatch, die früher erfolgreich Softball gespielt hat, tritt daraufhin als zentrale Verstärkung dem Team von La Fleur bei, um Goodman eins auszuwischen, der es sich durch plumpe Avancen bei ihr verscherzt hat. Das Team von „Average Joe’s“ gerät nach dem harten Training auf die Erfolgsschiene und setzt sich im in Las Vegas stattfindenden Turnier gegen andere Mannschaften durch (wie beispielsweise gegen das deutsche Team „Blitzkrieg“, das von David Hasselhoff trainiert wird) und trifft im Finale auf Whites Team.
Da der Trainer von La Fleurs Team am Vorabend des Finales durch eine Anzeigetafel mit der Aufschrift „Irish Luck“ erschlagen wird (nachdem einer der Sportkommentatoren meinte, aufgrund ihres Erfolges wäre ihnen vermutlich das Glück der Iren auf den Kopf gefallen), sieht La Fleur selbst keine Chance mehr und will aufgeben, ohne seinen Kameraden etwas davon mitzuteilen. In La Fleurs Hotelzimmer wartet Goodman auf ihn und bietet ihm 100.000 Dollar für sein Studio. Die Szene blendet aus, ohne dass man erfährt, wie La Fleur auf das Angebot reagiert. Kurz vor seinem Abflug wird er allerdings von Lance Armstrong doch noch überzeugt, sich durchzubeißen und kehrt zurück, nachdem seine Mannschaft mangels Erreichen der Mindestteilnehmerzahl bereits disqualifiziert wurde. Die Entscheidung über die Disqualifikation wird jedoch vom Komitee mit der ausschlaggebenden Stimme von Chuck Norris überstimmt, sodass das Team von La Fleur doch noch am Finalspiel teilnehmen darf.
Das Spiel verläuft abwechslungsreich abwechselnd zugunsten beider Teams und wird vom Kommentator und Co-Kommentator entsprechend beschrieben.
Das Spiel scheint für „Average Joe’s“ schon verloren, als der Schiedsrichter einen Doppelfehler (übertreten der neutralen Zone in der Spielfeldmitte bis in die gegnerische Zone hinein) seitens der „Purpur Cobras“ feststellt und gemäß den Regeln ein Showdown zwischen La Fleur und Goodman stattfindet. La Fleur gewinnt das Duell für „Average Joe’s“ mit verbundenen Augen – als Hommage an Patches, der ihn so trainieren ließ – und bekommt von seiner Teamkollegin Kate Veatch den erhofften Kuss (als besonderes Bonbon stellt sich dann heraus, dass sie nicht – wie mehrfach aufgrund ihres harten Wurfs und des dominanten Auftretens vermutet – lesbisch, sondern bisexuell ist und eine ausgesprochen aparte Freundin hat). Außerdem zeigt sich, dass La Fleur das Angebot von Goodman am Abend zuvor angenommen hat, das Bestechungsgeld jedoch bei einer Quote von 1:50 auf ihren Sieg gesetzt und damit 5 Millionen Dollar gewonnen hat. Mit dem Gewinn erwirbt er die Aktienmehrheit bei Globogym und leitet den Konzern künftig im Geiste der Firmenphilosophie seines „Average Joe’s“. White Goodman, der nach Ausstieg aus seiner Firma und Versagensfrust wieder extrem übergewichtig geworden ist, schimpft am Ende des Filmes über Chuck Norris, der ihm einen Sieg durch Disqualifikation des Gegners nicht zugestanden hatte.

## Produktion
Mehrere große Studios wie MGM und Dreamworks lehnten die Produktion des Filmes ab. Letztendlich wurde er von 20th Century Fox produziert. Ben Stillers Schwester Amy Stiller hat im Film einen kurzen Auftritt als Kellnerin. Lance Armstrong und Chuck Norris, die im Film kurze Cameoauftritte haben, spielen sich selbst. David Hasselhoff ist als deutscher Trainer zu sehen, William Shatner als Kanzler des Dodgeball-Verbandes.

## Synchronisation
Die deutschsprachige Synchronisation entstand durch R.C. Production Rasema Cibic nach einem Dialogbuch von Kim Hasper, Dialogregie führte Jan Odle.
| Rollenname                         | Darsteller        | Deutsche Synchronstimme |
| ---------------------------------- | ----------------- | ----------------------- |
| White Goodman                      | Ben Stiller       | Oliver Rohrbeck         |
| Peter La Fleur                     | Vince Vaughn      | Johannes Berenz         |
| Amber                              | Julie Gonzalo     | Julia Ziffer            |
| Chuck Norris                       | Chuck Norris      | Jürgen Kluckert         |
| Cotton McKnight                    | Gary Cole         | Erich Räuker            |
| Derek                              | Trever O’Brien    | Robin Kahnmeyer         |
| Deutscher Trainer                  | David Hasselhoff  | Andreas von der Meden   |
| Dwight                             | Chris Williams    | Jan Odle                |
| Fran Stalinovskovichdavidovitchsky | Missi Pyle        | Martina Treger          |
| Gordon                             | Stephen Root      | Frank-Otto Schenk       |
| Junger Patches O’Houlihan          | Hank Azaria       | Joachim Kaps            |
| Justin                             | Justin Long       | Björn Schalla           |
| Kanzler                            | William Shatner   | Otto Mellies            |
| Kate Veatch                        | Christine Taylor  | Bianca Krahl            |
| Lance Armstrong                    | Lance Armstrong   | Viktor Neumann          |
| Martha Johnstone                   | Lori Beth Denberg | Maria Koschny           |
| Me’Shell Jones                     | Jamal Duff        | Tilo Schmitz            |
| Mr. Ralph                          | Curtis Armstrong  | Gerald Schaale          |
| Owen                               | Joel David Moore  | Frank Schaff            |
| Patches O’Houlihan                 | Rip Torn          | Jan Spitzer             |
| Pepper Brooks                      | Jason Bateman     | Oliver Welke            |
| Steve, der Pirat                   | Alan Tudyk        | Tobias Kluckert         |

## Ausstrahlung in Deutschland
Die Erstausstrahlung im Free-TV erfolgte am 25. Februar 2007 zur Primetime auf RTL. Den Film verfolgten 3,08 Millionen Zuschauer, in der werberelevanten Zielgruppe sahen 1,83 Millionen bei 16,9 Prozent Marktanteil zu.

## Rezeption
Der Film spielte seine Produktionskosten von 20 Mio. US-Dollar mit Einnahmen von 167 Mio. US-Dollar bei weitem wieder ein und gilt demnach als großer Erfolg.

### Kritiken
Die Kritiken für den Film fielen überwiegend positiv aus. So erhielt er beispielsweise bei Rotten Tomatoes zu rund 70 Prozent positive Resonanz. Der Konsens lautet: „Stolz profan und herrlich albern ist Dodgeball ein würdiger spiritueller Nachfolger der Goofball-Komödien der 1980er Jahre.“ („Proudly profane and splendidly silly, Dodgeball is a worthy spiritual successor to the goofball comedies of the 1980s.“)
Das Lexikon des internationalen Films urteilte: „Schale Komödie, die sich auf vermeintlich überraschende Gastauftritte verlässt und lediglich in einigen amüsanten Momenten satirische Seitenhiebe auf die Sportbranche verteilt.“
Dagegen lobt Carsten Baumgardt vom Filmstarts.de, der Film könne „mit viel absurdem Witz punkten“. Er fügt zwar an, die Handlung wäre „aus dem großen Handbuch für Sportfilme eins zu eins übernommen“, doch sei dies „nicht wichtig“, denn die Situationskomik sei „einfach unschlagbar“. Insgesamt meint er, Voll auf die Nüsse sei ein „hemmungslos albernes, vollkommen anspruchsfreies Vergnügen, das mit einer erstaunlichen Lacherdichte aufwarten kann“.

### Auszeichnungen
Ben Stiller wurde 2005 mit dem MTV Movie Award als Bester Bösewicht ausgezeichnet. Gleichzeitig war er jedoch für diese und andere seiner Filmrollen 2005 für die Goldene Himbeere als Schlechtester Schauspieler nominiert.

## Fortsetzung
Im April 2023 wurde bekannt, dass seitens 20th Century Studios an einer Fortsetzung zum Film gearbeitet wird. Das Drehbuch soll von Jordan VanDina geschrieben werden, während Hauptdarsteller Vince Vaughn erneut die Rolle des Fitnessstudiobetreibers Peter La Fleur übernimmt.